# 어서오시게스트하우스
《어서오시게스트하우스》는 2020년에 개봉한 대한민국의 영화이다.

## 캐스팅
- 이학주 : 준근 역
- 박선영 : 유나 역
- 신재훈 : 원종 역
- 신민재 : 태우 역
- 김주헌 : 기훈 역
- 김범진 : 성민 역
- 김윤지 : 지호 역
- 김주헌 : 기훈 역
- 임지형 : 희승 역
- 이승철 : 버스기사 역
- 이지수 : 유튜브 크리에이터 역
- 문동혁 : 준근 옆 면접자 역
- 김진희 : 면접자 역
- 김민영 : 면접자 역
- 윤현정 : 면접자 역
- 윤혜성 : 면접자 역
- 아크말 압두카리모프 : 심사위원 역
- 존 우 : 심사위원 역
- 장성우 : 레스큐 역
- 주기운 : 어부아저씨 역
- 김동민 : 어린이들 역
- 차현석 : 어린이들 역
- 이종현 : 어린이들 역
- 변준범 : 어린이들 역
- 이진혁 : 어린이들 역
- 유준혁 : 어린이들 역
- 김시원 : 어린이들 역
- 김민준 : 어린이들 역
- 김하민 : 어린이들 역
- 우채성 : 어린이들 역
- 신윤성 : 어린이들 역
- 전정환 : 어린이들 역
- 오자영 : 어린이들 역
- 최광렬 : 어린이들 역
- 서석준 : 어린이들 역
- 김성국 : 어린이들 역
- 최훈민 : 수강신청생 역
- 석혜린 : 수강신청생 역
- 서유진 : 수강신청생 역
- 박상기 : 수강신청생 역
- 박종현 : 수강신청생 역
- 조서진 : 수강신청생/대회스태프 역
- 홍선영 : 수강신청생 역
- 이동렬 : 수강신청생 역
- 김경윤 : 수강신청생 역
- 김원봉 : 수강신청생 역
- 박종인 : 수강신청생 역
- 박준호 : 수강신청생 역
- 연제광 : 수강신청생 역
- 조경호 : 수강신청생 역
- 홍성현 : 수강신청생 역
- 최지혜 : 수강신청생 역
- 김경수 : 수강신청생 역
- 이광용 : 수강신청생 역
- 허민행 : 수강신청생 역
- 진영찬 : 대회스태프 역
- 이동렬 : 대회스태프 역
- 연제광 : 수강신청생/대회스태프 역
- 조서진 : 수강신청생/대회스태프 역
- 윤아름 : 대회스태프 역
- 손종학 : 교수 역 (특별출연)

## 수상
- 2019년 제23회 부천국제판타스틱영화제 수상 코리안 판타스틱:장편 관객상 (심요한)
- 2019년 제45회 서울독립영화제 특별초청 - 장편